# Dokkum
Dokkum est la ville principale et le chef-lieu de la commune néerlandaise de Noardeast-Fryslân, située dans la province de Frise.

## Géographie
La ville est située dans le nord de la Frise, à 8 km au sud de la côte de la mer des Wadden et à 18 km au nord-est de Leeuwarden. Dokkum est traversé par le Dokkumer Grutdjip (nom frison et officiel, le nom néerlandais est Dokkumergrootdiep), 

## Histoire
C'est à proximité de Dokkum que le missionnaire chrétien anglo-saxon Boniface de Mayence est assassiné en 754. 
En 1214, Olivier de Paderborn appelle dans cette ville à la cinquième croisade. C'est à cet évènement que se réfère le croissant sur les armoiries de Dokkum.
Elle est la cinquième localité de Frise à acquérir, en 1298, le statut de ville. 
En 1572, la ville est attaquée et mise à sac par les Espagnols pour avoir pris part à la révolte des Pays-Bas.
En 1597, l'amirauté est établie à Dokkum, pour cependant être déplacée à Harlingen en 1645.
Dokkum est une commune avant le 1er janvier 1984, date à laquelle elle devient le chef-lieu de la commune de Dongeradeel. Le 1er janvier 2019, celle-ci est supprimée et fusionnée avec Ferwerderadiel et Kollumerland en Nieuwkruisland pour former la nouvelle commune de Noardeast-Fryslân.

## Démographie
Le 1er janvier 2018, la ville comptait 12 540 habitants.

## Culture et patrimoine

### Monuments
- L'hôtel de ville date de 1610.
- L'église réformée Saint-Martin remonte au XVIe siècle.
- L'église catholique Saint-Boniface fut construite en 1871 par Pierre Cuypers dans le style néogothique. Son clocher culmine à 47 mètres. Pendant la construction, cette tour s'est effondrée mais a été reconstruite.
- La chapelle catholique Saint-Boniface est construite en 1934 pour accueillir les pèlerinages.
- Les fortifications (bolwerken « remparts » en néerlandais) de la ville sont bien préservées.
- La ville compte plusieurs moulins à vent, comme De Hoop et le Zeldenrust.

### Sport
Située sur le parcours en boucle de la course d'endurance en patinage de vitesse « Elfstedentocht », Dokkum est connue comme le cul-de-sac (« keerpunt » = tournant en néerlandais), car c'est l'endroit où les patineurs participant doivent reprendre le même itinéraire pour aller de nouveau à Leeuwarden.

## Personnalités liées à Dokkum
- Gemma Frisius (1508-1555), mathématicien et cartographe, né à Dokkum.
- Dirk Rafaelszoon Camphuysen (1586-1627), poète, peintre et théologien, mort à Dokkum.
- Ulrik Huber (1636-1694), professeur de droit à l'université de Franeker, né à Dokkum.
- Taco Schonegevel (1756-1819) homme politique néerlandais, député et maire de Dokkum de 1810 à 1814 puis de 1818 à 1819.
- Yan Bottinga (1932-2021), géochimiste et pétrologue, est né à Dokkum.
- Femke Wiersma (1984-), femme politique, née à Dokkum

## Galerie

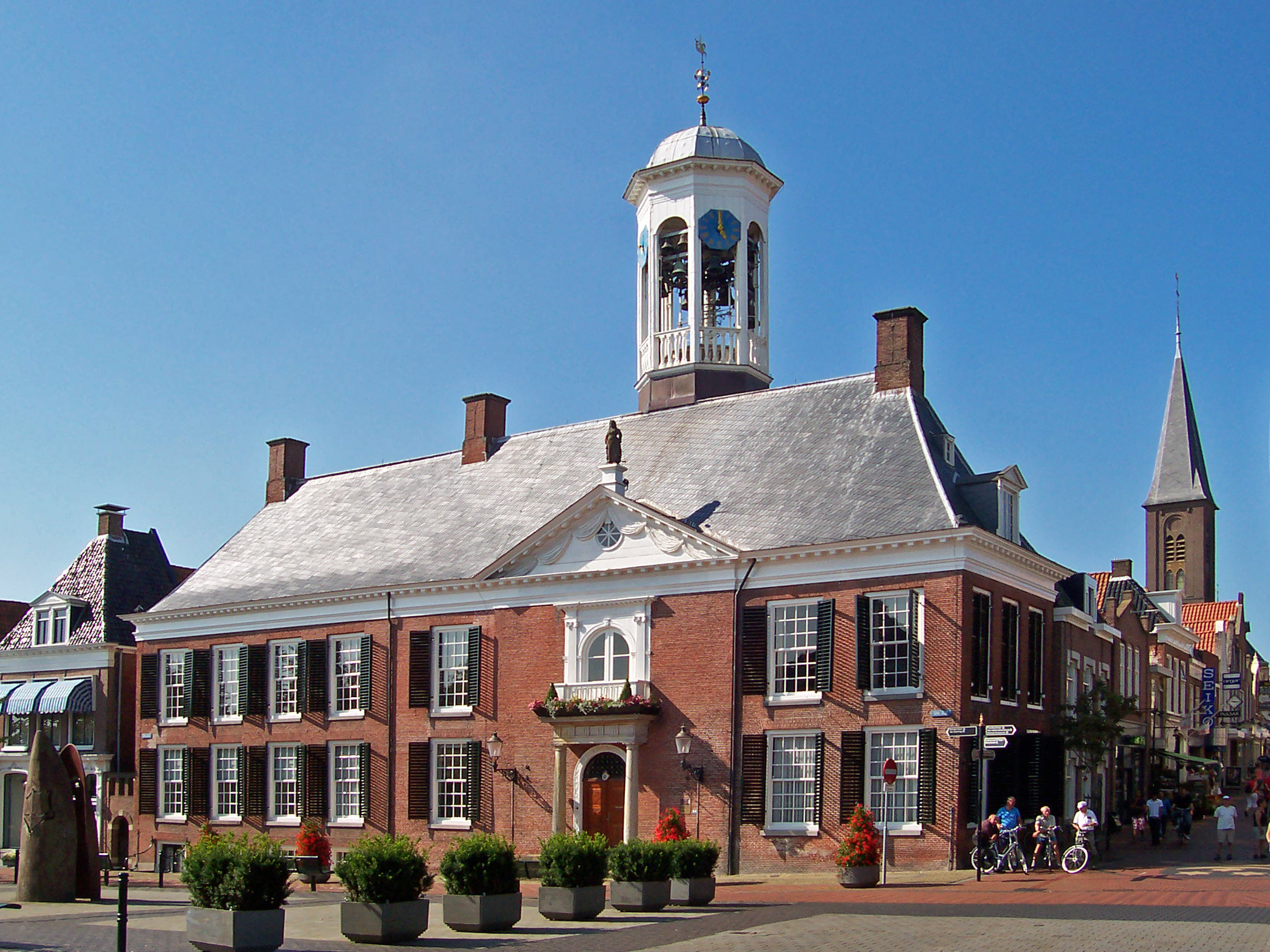
Hôtel de ville.
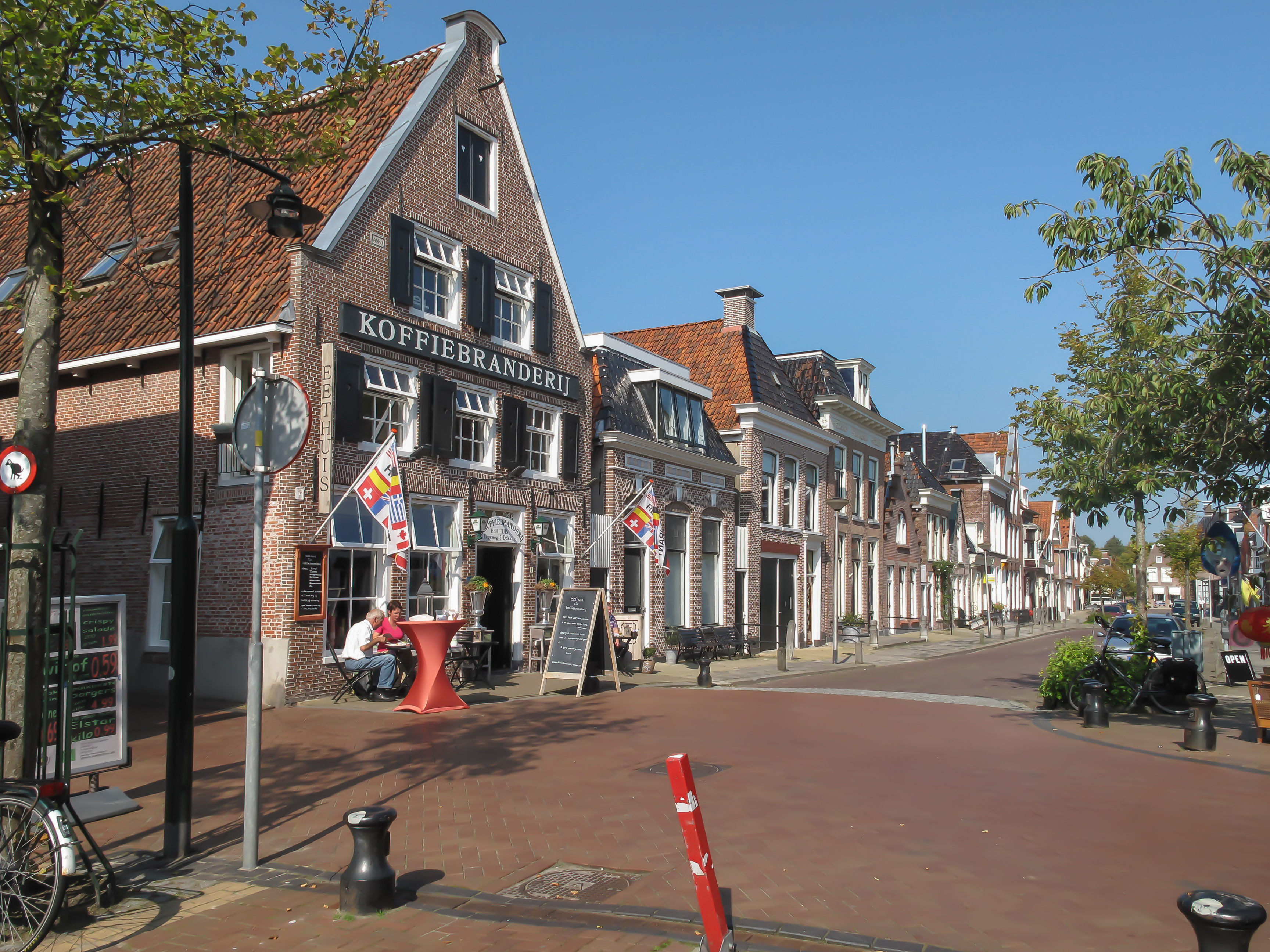
Rue.
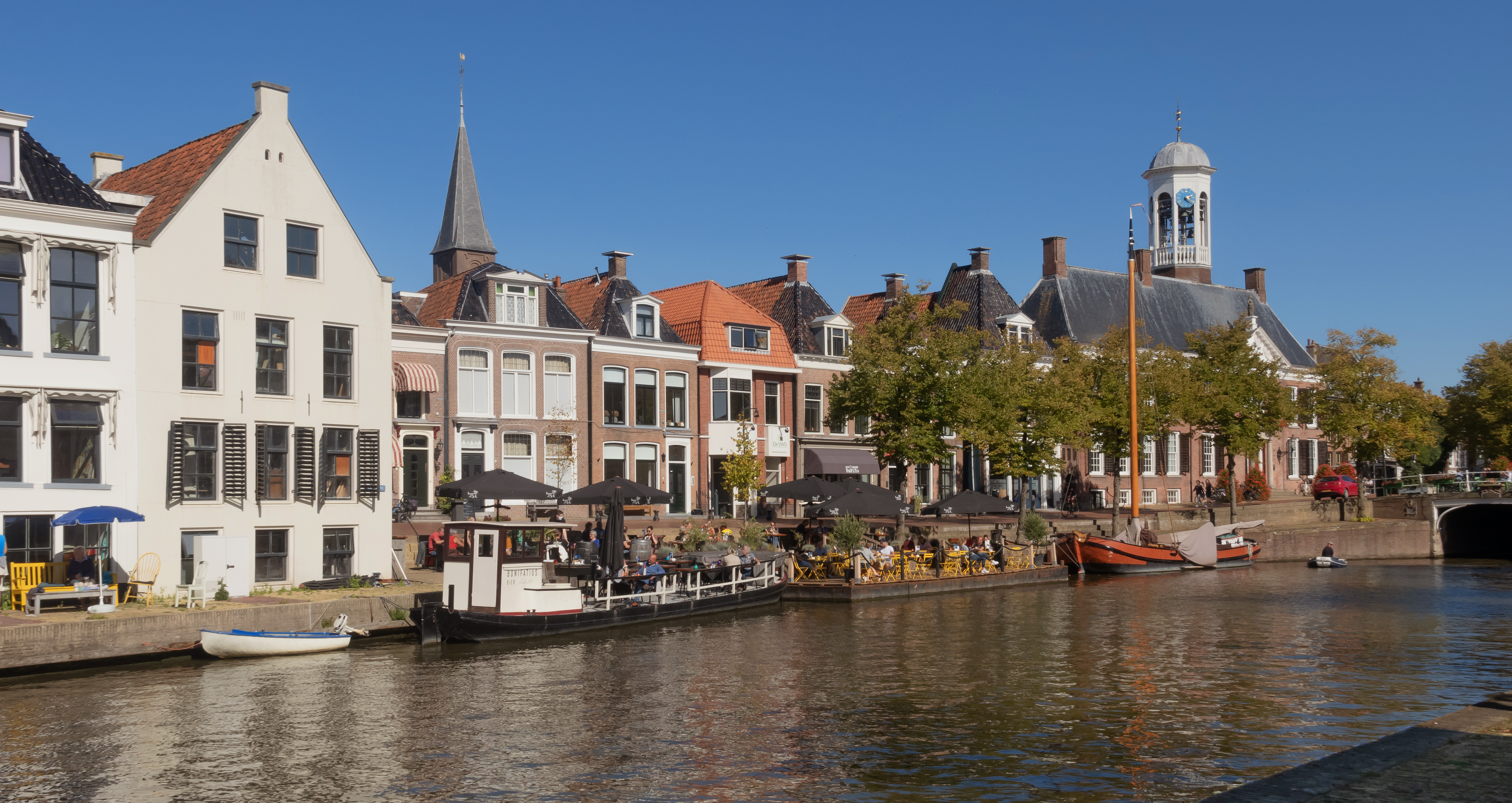
Suupmarkt.
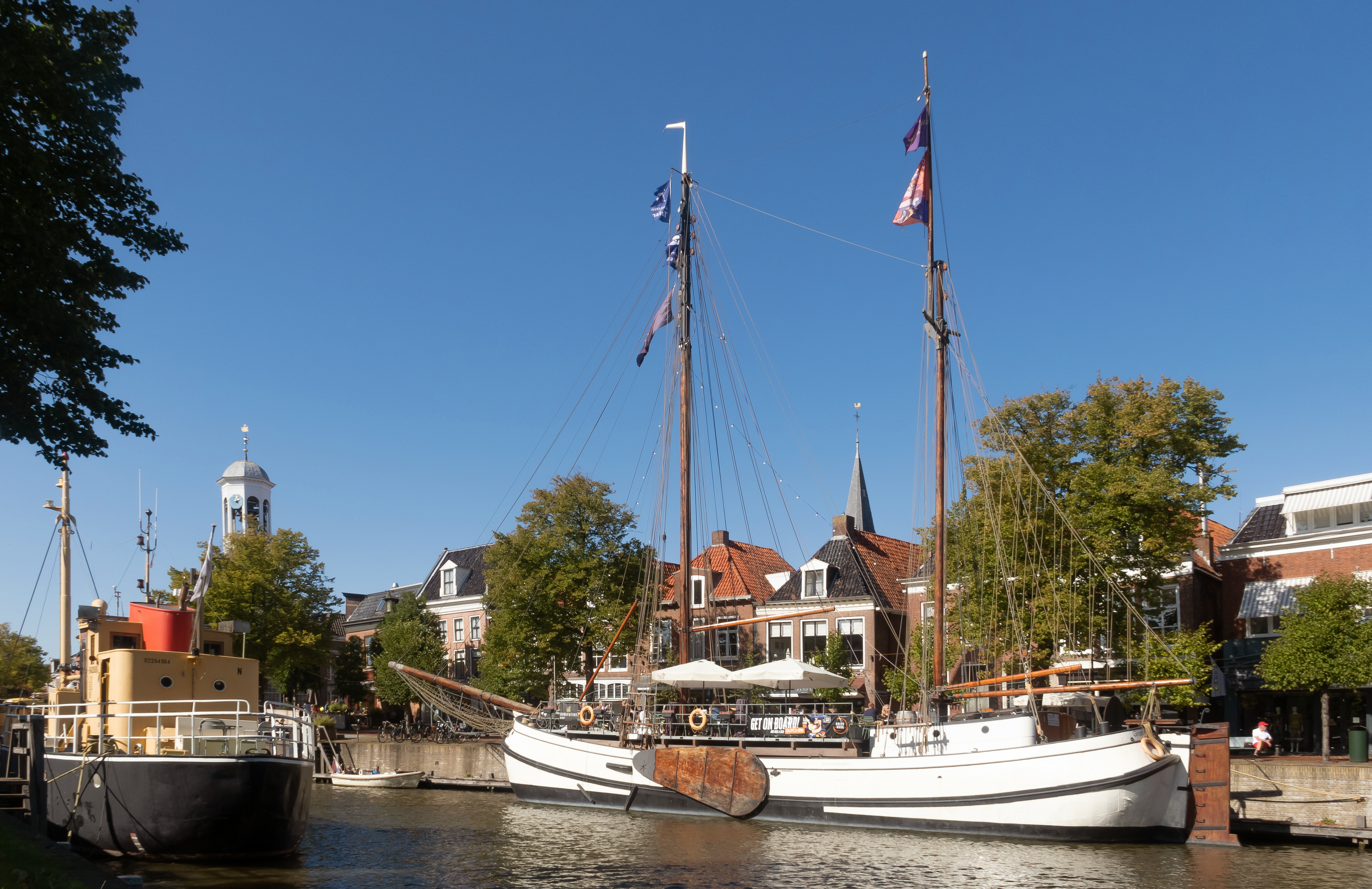
Diepswal.
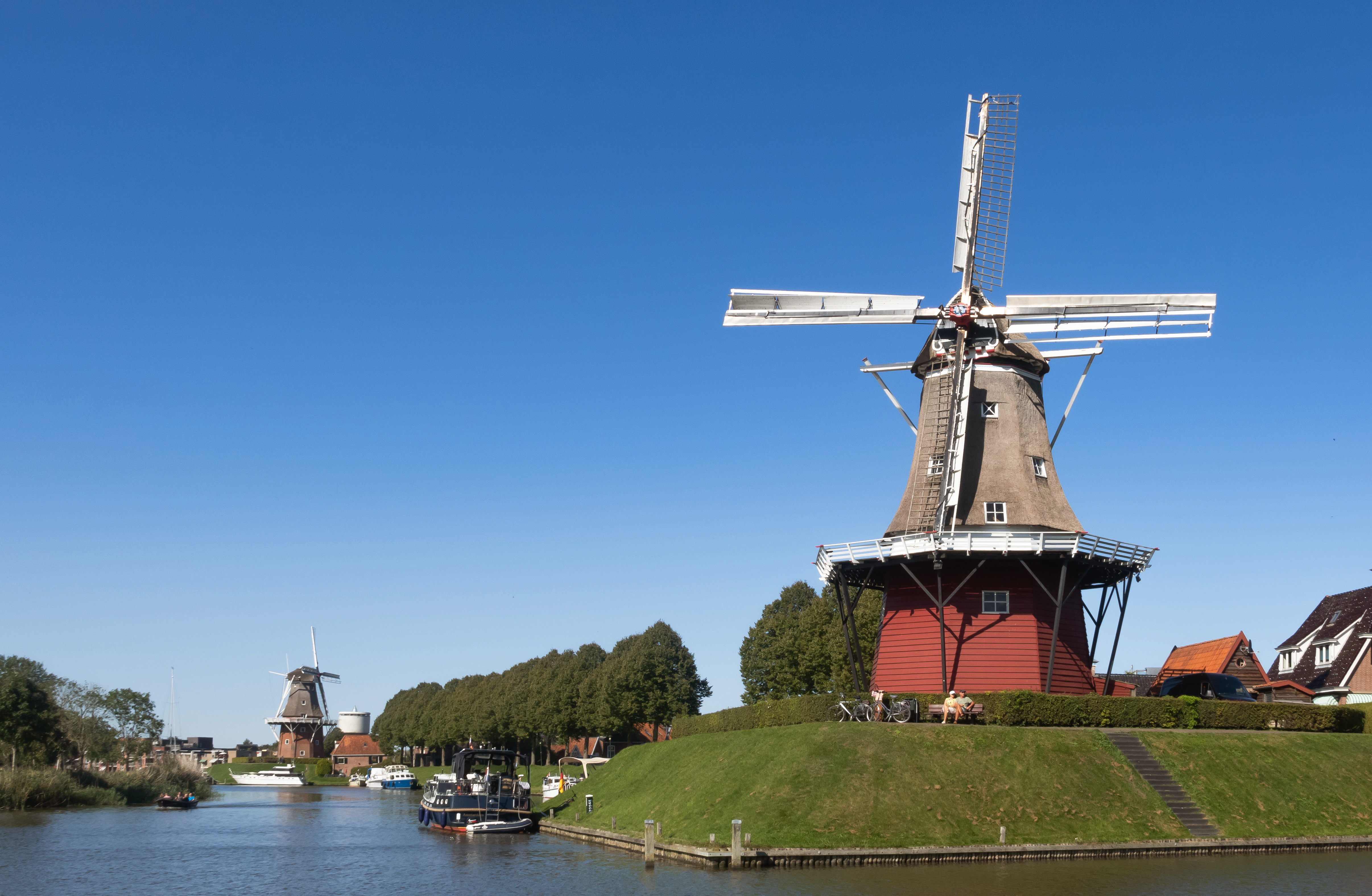
Moulin De Hoop.
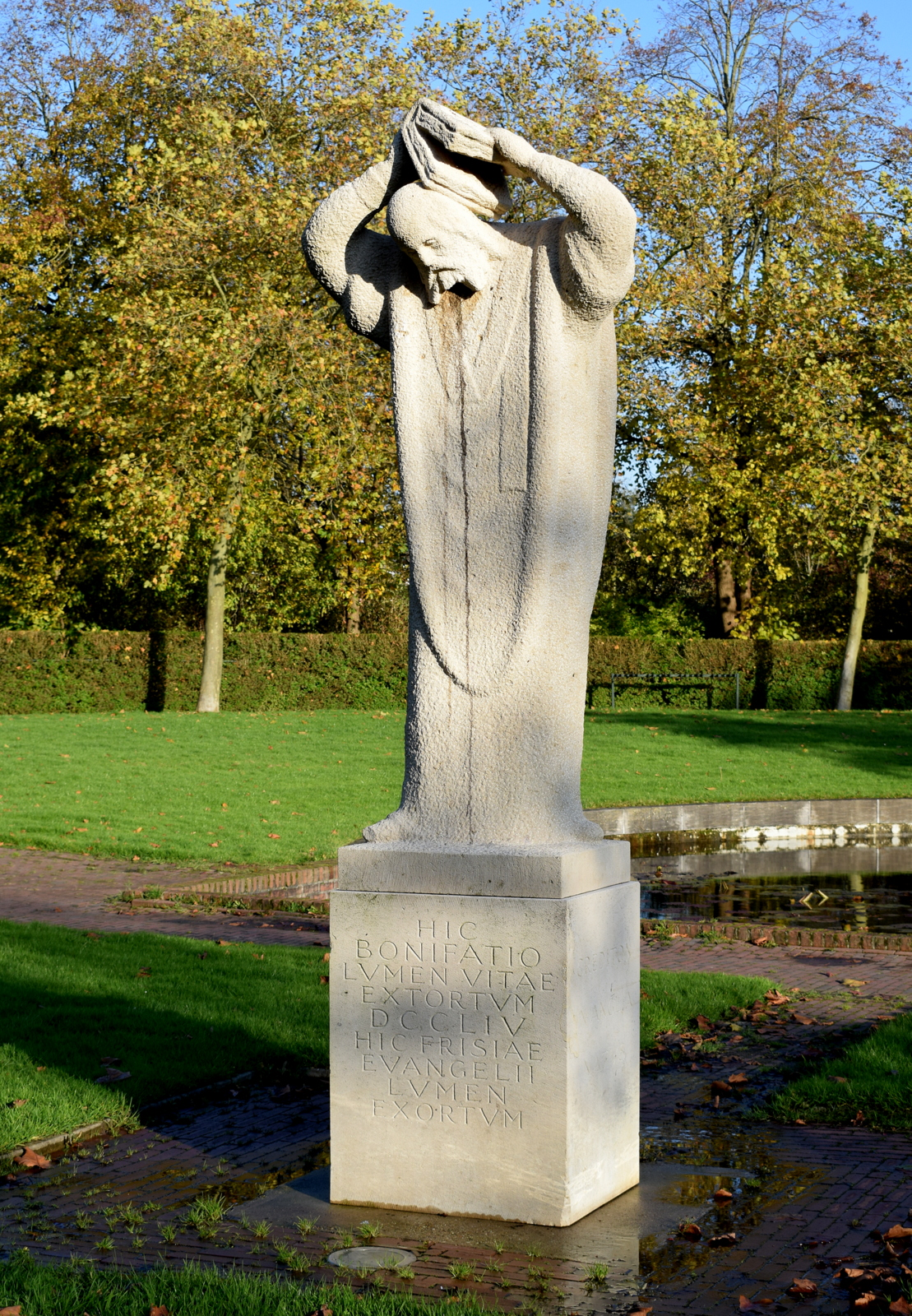
Sculpture de Gerrit Bolhuis : Boniface de Mayence.
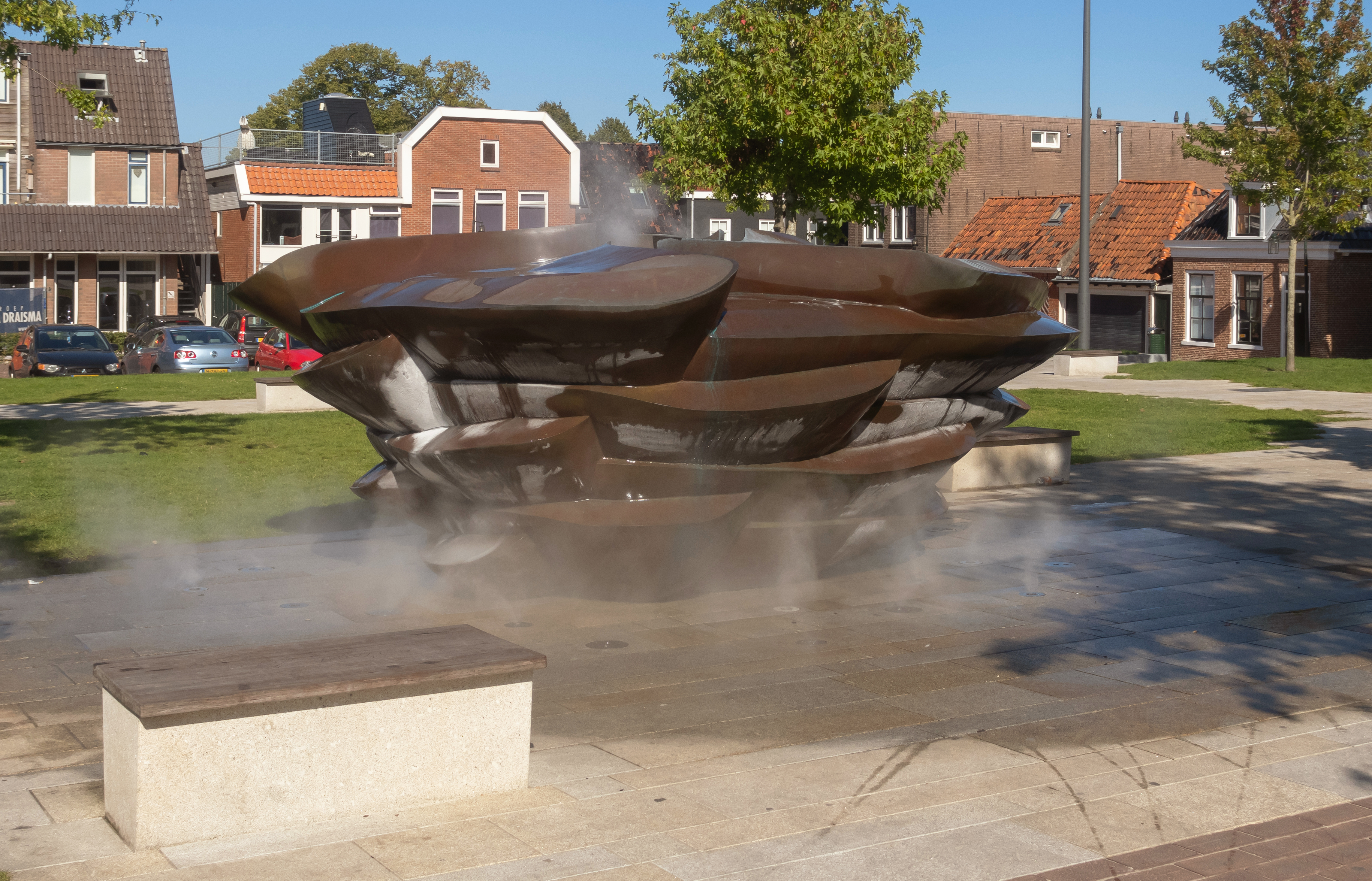
Fontaine de Glace conçue par Birthe Leemeijer.